# Comitè Paralímpic de les Amèriques
El Comitè Paralímpic de les Amèriques (acrònim APC; de l'anglès Americas Paralympic Committee) és una organització internacional que representa als actuals vint-i-nou comitès paralímpics nacionals d'Amèrica del Nord, Amèrica Central, Carib i Amèrica del Sud. Està afiliada al Comitè Paralímpic Internacional i els seus òrgans afiliats.
APC és l'organisme que organitza i supervisa els Jocs Parapanamericans que se celebren cada quatre anys en l'any anterior dels Jocs Paralímpics d'Estiu. El president actual és l'Colòmbia Julio César Ávil.
El primer president del Comitè Paralímpic de les Amèriques va ser Jose Luis Campo, de l'Argentina, i el seu mandat va durar fins al 2005 quan Andrew Parsons del Brasil va ser elegit. En 2009 ho reemplaça Octavio Londoño de Colòmbia fins al 2013. José Luis Campo és el president de l'APC per segona vegada. El Comitè Paralímpic de les Amèriques va sorgir a l'agost de 1997, quan Xavier González i Carol Mushett van convocar una reunió de les regions d'Amèrica a Atlanta, Estats Units, amb l'objectiu de crear la Regió de les Amèriques que encara no existia. Des d'aquesta reunió, la Regió de les Amèriques segueix creixent contínuament amb clars propòsits i objectius a aconseguir. Es van aconseguir assolir molts d'aquest objectius en un curt període.
Els Comitès Paralímpics Nacionals de la regió de les Amèriques són Antigua i Barbuda, Argentina (Aruba), Barbados, Bermudes, Brasil, Canadà, Xile, Colòmbia, Costa Rica, Cuba, Equador, el Salvador, Guatemala, Haití, Hondures, Jamaica, Mèxic, Nicaragua, Panamà, Perú, Puerto Rico, República Dominicana, Surinam, Trinitat i Tobago, Uruguai, Estats Units, Veneçuela, Illes Verges Nord-americanes.

## Països membres
En la taula següent, es mostren els comitès paralímpics nacionals amb l'any en què van ser reconeguts pel Comitè Paralímpic Internacional (IPC).
| Any  | País                           | Comitè paralímpic nacional                          |
| ---- | ------------------------------ | --------------------------------------------------- |
|      | Antigua i Barbuda              | Comitè Paralímpic d'Antigua i Barbuda               |
|      | Aruba                          | Comitè Paralímpic d'Aruba                           |
|      | Argentina                      | Comitè Paralímpic Argentí                           |
|      | Barbados                       | Associació Paralímpica de Barbados                  |
|      | Bermudes                       | Associació Paralímpica Bermudes                     |
| 1958 | Brasil                         | Comitè Paralímpic Brasiler                          |
|      | Canadà                         | Comitè Paralímpic Canadenc                          |
| 1992 | Xile                           | Comitè Paralímpic de Xile                           |
| 2001 | Colòmbia                       | Comitè Paralímpic Colombià                          |
| 2004 | Costa Rica                     | Comitè Paralímpic de Costa Rica                     |
|      | Cuba                           | Comitè Paralimpico Cubà                             |
| 1983 | República Dominicana           | Fundació Dominicana de Cecs                         |
|      | Equador                        | Comitè Paralimpico Equatorià                        |
| 1984 | El Salvador                    | Comitè Paralímpic d'El Salvador                     |
|      | Guatemala                      | Comitè Paralimpico Guatemalenc                      |
|      | Haití                          | Comitè Paralímpic Nacional d'Haití                  |
|      | Hondures                       | Comitè Paralímpic Hondureny                         |
|      | Jamaica                        | Associació Paralímpica de Jamaica                   |
| 2004 | Mèxic                          | Comitè Paralimpic Mexicà                            |
| 2000 | Nicaragua                      | Comitè Paralímpic Nicaragüenc                       |
|      | Panamà                         | Comitè Paralímpic de Panamà                         |
|      | Perú                           | Comitè Paralímpic Nacional de Perú                  |
| 1998 | Puerto Rico                    | Comitè Paralimpic de Puerto Rico                    |
|      | Saint Vincent i les Grenadines | Comitè Paralímpic de Saint Vincent i les Grenadines |
|      | Surinam                        | Comitè Paralímpic Nacional de Surinam               |
| 2009 | Trinitat i Tobago              | Comitè Paralímpic de Trinitat i Tobago              |
| 2001 | Estats Units                   | O.S. Paralympics - Comitè Olímpic Nord-americà      |
|      | Uruguai                        | Comitè Paralímpic Uruguaià                          |
|      | Veneçuela                      | Comitè Paralímpic Veneçolà                          |